# Omega TV
Az Omega TV egy Magyarországon sugárzott körzeti televízióadó volt 1999-től 2000-ig.

## Története

### Omega TV
1997. decemberében egy regionális debreceni adó indult ezen a néven (melynek semmi köze nincs az újabb csatornához). Egy hónap kísérleti adás, képújság sugárzása után a Kábelkom Kft. felfüggesztette a csatorna továbbítását.
1999. július 8-án indult egy újabb csatorna ezen a néven Budapesten, földfelszíni sugárzásban az UHF 26-os csatornán lehetett fogni, 80 km-es körzetben. Többségi tulajdonosa az Omega együttes zenésze, Benkő László volt. A csatorna célkitűzése volt, hogy újra a tévében szerepelhessen a klasszikus rock zene, és megszerettesse az emberekkel a rock zenét. Mivel földi sugárzású volt, ezért a budapesti háztartásoknak csak kis részébe jutott el, a családok nagy része kábelen és AM-micro-n keresztül kapta a TV műsorokat. A csatorna pénzügyi finanszírozója az Omega Rt. és a Quaestor Csoport volt. Az Országos Rádió és Televízió Testülettel kötött szerződésben vállalták, hogy a csatorna műsoraiban 40%-ban közszolgálati kötelezettségnek tesznek eleget. A csatorna logója a görög ábécé utolsó betűje, az Ómega szimbóluma volt.
2000. június 1-től az akkori legfejlettebb, NICAM-sztereóban továbbították az adás hangját, pár hét múlva már kábelen is lehetett fogni.

### BOCS TV
2000. június 1-jén nevet váltottak. A BOCS TV a Budapesti Objektív Csatorna rövidítése. Laza témájú beszélgetések voltak láthatóak a műsorán, szinte minden témában, de a zene is fontos szerepet játszott. A 24 órában sugárzott műsorukból reggel fél héttől fél kilencig, délután négytől nyolcig, valamint este tíztől éjfélig közérdekű témákról szóló stúdióbeszélgetéseket közvetítettek. A köztes időben zenei klipeket adtak. A negyvenfős stábból tizennégyen fiatal műsorvezetők voltak, többségük kommunikáció szakos főiskolás vagy egyetemista. Óránként friss híreket olvastak fel az MTI internetes kiadásából. A képernyőn folyó
beszélgetésekbe a nézők bármikor bekapcsolódhattak telefonon. A logó piros színű BOCS felirat volt a bal felső sarokban. Benkő László ezután kiszállt a televízióból. 2000. október 14-én átnevezték, ez lett a fix.tv. Az átnevezéssel a fő tematika az informatika lett.

## Korábbi vételi lehetőségei
- Földfelszíni sugárzásban Budapesten, az UHF 26-os csatornán